# Thomas de Mowbray, 4. hrabě z Norfolku
Thomas de Mowbray (17. září 1385 – 8. června 1405, York) byl 4. hrabě z Norfolku.

## Život
Narodil se 17. září 1385 jako syn Thomase de Mowbray, 1. vévody z Norfolku a Elizabeth Fitzalan.
Po smrti otce zdědil titul hraběte z Norfolku a hraběte z Nottinghamu, avšak ne titul vévoda z Norfolku. Jako jeho otec se stal také hrabětem maršálem. Jako hrabě maršál plnil však čestné povinnosti, vojenské povinnosti náleželi Ralphu Nevillovi, 2. hraběti z Westmorlandu.
Byl zasnouben s Constance Holland, s dcerou Johna Hollanda, 1. vévody z Exeteru, ale svatba se neuskutečnila.
Účastnil se bojů při povstání následovníků Henry Percyho a postavil armádu s arcibiskupem Richardem Scrope. Poté byli zatčeni a král Jindřich IV. je odsoudil k trestu smrti. Dne 8. června 1405 došlo v Yorku k jejich stětí.
Jeho hlava byla dva měsíce vystavena na kopí v Bootham Bar. Podle legendy vypadala stále jako živá.